# Black bun
Il black bun è un dolce scozzese.
Si tratta di una torta a base di frutta e spezie (uvetta, ribes, mandorle, scorze di agrumi, pimento, zenzero, cannella e pepe nero) e ricoperta di pasta frolla.
Il black bun venne introdotto in seguito al ritorno della regina di Scozia Maria Stuarda dalla Francia, ma l'abitudine di consumarlo durante la "Dodicesima notte" si concluse con l'avvento della Riforma scozzese. Il black bun viene oggi consumato durante i festeggiamenti dell'Hogmanay.

## Storia
Il black bun è nato come variante della torta dei Re in occasione della "Dodicesima notte" del 5 gennaio, che corrisponde alla vigilia dell'Epifania e alla fine dei Dodici Giorni di Natale. Il dolce venne introdotto dopo il ritorno di Maria di Scozia dalla Francia, e la tradizione vuole che venne nascosto un fagiolo nella torta. Chiunque lo avesse trovato sarebbe divenuto il re della serata. Secondo alcuni resoconti, la stessa sovrana avrebbe partecipato a questo gioco e, nel 1563, avrebbe fatto indossare vesti regali e gioielli alla sua compagna d'infanzia Mary Fleming divenuta, appunto, la "regina" della serata. Questo scioccò l'ambasciatore inglese, che scrisse:
 In seguito alla Riforma scozzese del 1560, venne bandita in Scozia la celebrazione del Natale e con essa la pratica di preparare "torte dei Re".
Dopo essere diventato conosciuto come Scotch bun e Scotch Christmas bun, venne rinominato black bun nel 1898. Pare che sia stato Robert Louis Stevenson a diffondere il termine odierno del dolce, definendolo "una sostanza nera ostile alla vita".
Oggi il dolce è diventato un pasto tipico delle celebrazioni dell'Hogmanay. Una tradizione del passato conosciuta come first-foot ("primo piede") consisteva nel visitare i vicini di casa per celebrare l'avvento del nuovo anno: se gli ospitanti ricevevano un black bun dai loro ospiti, non avrebbero avuto fame durante l'anno che sarebbe giunto. Durante l'Hogmanay il dolce veniva a volte offerto agli ospiti e accompagnato con il whisky.
All'infuori della Scozia, il black bun viene anche mangiato nell'area culturale Appalachia, negli Stati Uniti.

## Descrizione
Il black bun è una torta alla frutta avvolta nella pasta frolla. La torta in sé è simile a una tradizionale Christmas cake o a una miscela di Christmas pudding, e comprende frutti e spezie come uva passa, ribes, cannella, pepe nero e pimento. È stata definita una versione molto più grande del biscotto Garibaldi e si è ipotizzato che quest'ultimo alimento potrebbe derivare dal black bun in quanto John Carr, l'inventore del biscotto, era scozzese.